# Ulrich Goette Himmelblau

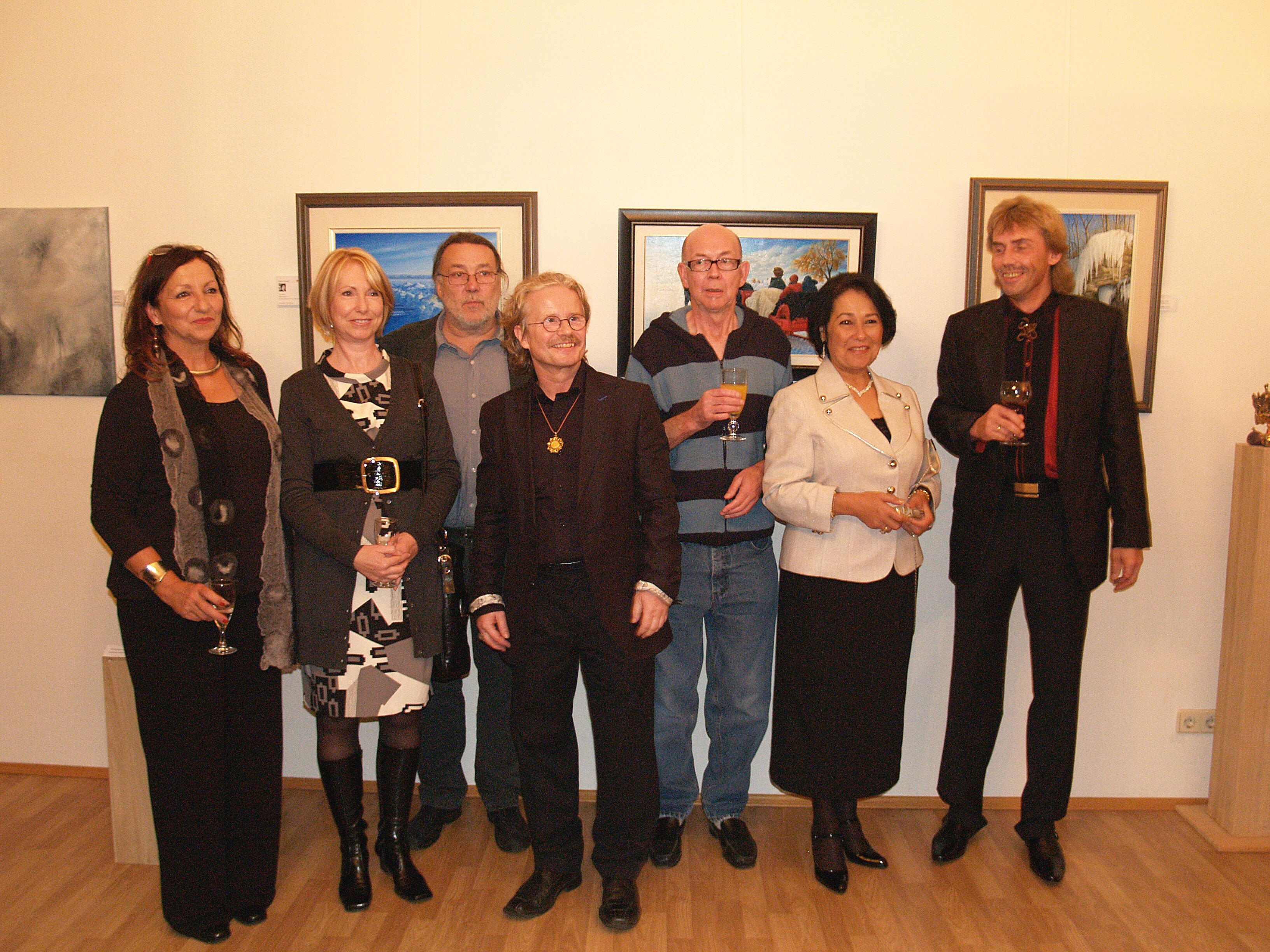
Ulrich Goette Himmelblau (Mitte) bei der Preisverleihung des Palm Art Awards 2008

Ulrich Goette Himmelblau, eigentlich Ulrich Götte (* 6. März 1952 in Zeitz), ist ein deutscher Maler und Grafiker. Er ist Stifter des Kunstpreises „Palm Art Award“ und Herausgeber von „Who's Who in Visual Art“ im eigenen Kunstbuchverlag.

## Leben
Nach Studium von 1975 bis 1980 an der Burg Giebichenstein Kunsthochschule in Halle (Saale) bei Hannes H. Wagner, Willi Sitte und Frank Ruddigkeit erwarb Ulrich Goette Himmelblau das Diplom für Malerei und Grafik. Großen Einfluss auch auf seine künstlerische Arbeit hat die frühe Hinwendung zu tantrischen Techniken und Meditation.
Goette Himmelblau war bis 1990 Mitglied des Verbands Bildender Künstler der DDR.
Tief beeindruckt von einer Nepalreise 1995/96 übersiedelte er im darauffolgenden Jahr zusammen mit seiner Familie auf die Mittelmeerinsel Ibiza. Hier malte er das letzte seiner Bilder mit dem Titel „Moon Door“. 2002 eröffnete Goette Himmelblau auf der Nachbarinsel Mallorca im südwestlich gelegenen Port Andratx eine Galerie für internationale Kunst unter dem Namen „Art Domain Gallery“, die er nach seiner Rückkehr nach Deutschland im Oktober 2004 noch bis 2009 in Leipzig weiterführte.
Im Jahr 2003 stiftete Ulrich Goette Himmelblau den Kunstpreis „Palm Art Award“, der seither jährlich an herausragende Künstler aus aller Welt vergeben wird. Im Juni 2006 veröffentlichte er die erste Ausgabe des „Who's Who in Visual Art“, herausgegeben im hauseigenen Art Domain Whois Verlag in Leipzig.
Er ist mit der Textilkünstlerin Julika Götte (* 1955 in Zeitz) verheiratet, die ebenfalls an der Burg Giebichenstein Kunsthochschule studierte.

## Sammlungen mit Werken Goette Himmelblaus (unvollständig)

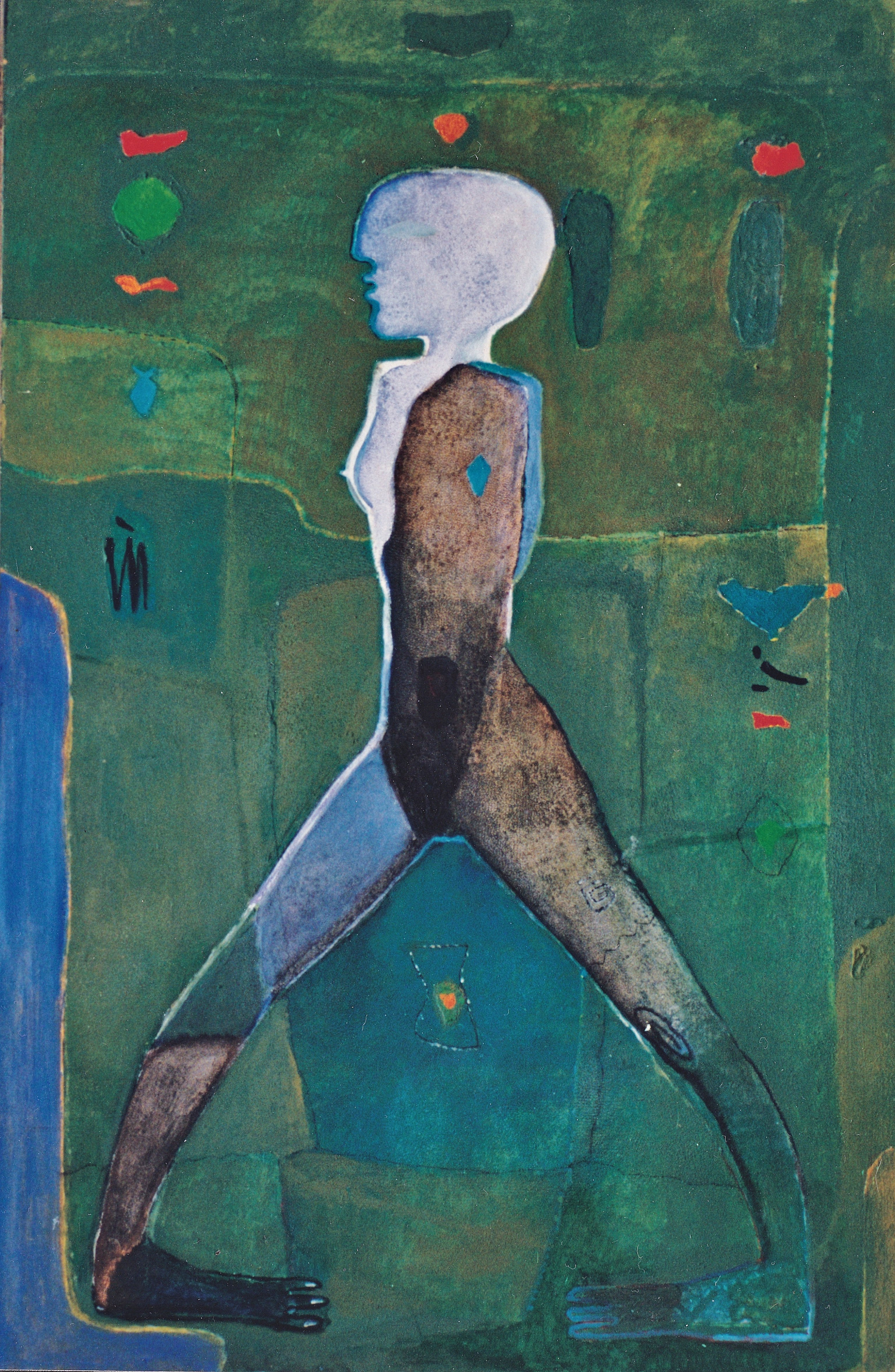
Ulrich Goette Himmelblau: „Im Es“;
Sammlung TUI, Hannover

- Kupferstichkabinett der Staatlichen Museen zu Berlin
- Kunstsammlung TUI, Hannover
- Kunstsammlung des Fernsehsenders ORB
- Wredow'sche Kunstsammlung Museum Brandenburg
- Sammlung Dr. Peter Küpper, Brandenburg
- Sammlung Lahnstein, Düsseldorf
- Sammlung Anca u. Prof. Dr. Fritz-Rudolf Güntsch, Brandenburg
- Sammlung Volker Vogeler, Ibiza, Spanien
- Yong & Max Graf von Pückler
- Sammlung Stefano Panarisi u. Laetitia Pragapane, Brüssel, Belgien
- Sammlung  Carrizo-Eder, Menorca, Spanien
- Wolfgang v. Pein, Sizilien, Italien
- Sammlung Beatrice Heppe, Köln, Ibiza, Spanien
- Sammlung Schreck-Heuer, Ibiza, Spanien

## Ausstellungen (unvollständig)
- 1985: Brandenburg, Galerie an der Havel (Einzelausstellung)
- 1987: Magdeburg (Einzelausstellung)
- 1986 Junge Künstler, Verband Bildender Künstler, Potsdam
- 1988: Warnemünde (Einzelausstellung)
- 1989: Potsdam, Bezirkskunstausstellung
- 1992 Presse- und Funkball Berlin, ICC Berlin
- 1993 Ausstellung des Gesamtwerkes, Museum des königlichen Schlosses Kolding, Dänemark
- 1998 Sonderschau auf der Internationalen Kunstmesse 'Arte Ibiza', Spanien
- 1999 'Arte Sevilla', Spanien
- 2000 'World Fine Art Gallery', Broadway, New York, USA
- 2001 'Galerie am Neuen Kranzlereck', Kurfürstendamm, Berlin

## Veröffentlichungen (Auswahl)
- 42 Masters of Realistic Imagery. Vol. 2012–2013, ISBN 978-3-9813474-4-9.
- Who's Who in Visual Art. 100 Artists in Painting, Graphic Arts, Digital Arts, Sculpture. Vol. 2012–2013, ISBN 978-3-9813474-6-3.
- Who's Who in Visual Art. 75 Fine Art Photographers. Vol. 2013–2014, ISBN 978-3-9813474-5-6.
- 50 Masters of Realistic Imagery. Vol. 2015–2016, mit einem Geleitwort von Ernst Fuchs, ISBN 978-3-9813474-7-0.
- HIMMELBLAU ArtCompass. Vol. 2016–2017, ISBN 978-3-9813474-9-4.